# Јука Вали (Калифорнија)
Јука Вали (енгл. Yucca Valley) град је у америчкој савезној држави Калифорнија. По попису становништва из 2010. у њему је живело 20.700 становника.

## Демографија
Према попису становништва из 2010. у граду је живело 20.700 становника, што је 3.835 (22,7%) становника више него 2000. године.
| Група             | 2000.          | 2010.          |
| Белци             | 13.829 (82,0%) | 15.258 (73,7%) |
| Афроамериканци    | 379 (2,2%)     | 666 (3,2%)     |
| Азијати           | 218 (1,3%)     | 469 (2,3%)     |
| Хиспаноамериканци | 1.922 (11,4%)  | 3.679 (17,8%)  |
| Укупно            | 16.865         | 20.700         |